# Ronde du Porhoët
La Ronde du Porhoët est une course cycliste disputée autour de Saint-Malo-des-Trois-Fontaines, dans le Porhoët (Morbihan). Créée en 2002, cette épreuve est organisée par l'Olympic Cycliste Locminé. Elle fait actuellement partie du calendrier national de la Fédération française de cyclisme.

## Présentation
La Ronde est créée en 2002,, initialement en tant que course d'attente pour une épreuve de la Mi-août bretonne. Elle se sépare de cette dernière à partir de 2006 pour devenir une épreuve amateur à part entière. En 2013, elle s'ouvre aux cyclistes de première catégorie. 
En 2018, la compétition intègre le calendrier national français. L'édition 2020 est annulée en raison du contexte sanitaire lié à la pandémie de Covid-19.
En 2021, le parcours est formé par un circuit inédit de 8,4 kilomètres emprunté à 18 reprises, pour une distance totale de 151,2 kilomètres,. Il débute à Saint-Malo-des-Trois-Fontaines et passe notamment à La Grée-Saint-Laurent. Elle revient à un format un peu plus classique en 2022, avec une partie en ligne de 109,6 kilomètres puis six tours d'un circuit final de 8,4 kilomètres, soit un total à parcourir de 160 kilomètres.

## Palmarès depuis 2003
| Année     | Vainqueur        | Deuxième           | Troisième          |
| --------- | ---------------- | ------------------ | ------------------ |
| 2003      | Julien Guiborel  | Antonio Lebrun     | Jérôme Beaufreton  |
| 2004-2005 | ?                | ?                  | ?                  |
| 2006      | Yannick Flochlay |                    |                    |
| 2007      | François Lançon  |                    |                    |
| 2008      | David Bees       | Erwan Fusco        | Ludovic Richard    |
| 2009      | Ludovic Richard  | Jean-Marie Pitel   | Thierry Fusco      |
| 2010      | Fabien Le Coguic | Sam Allen          | Sébastien Launay   |
| 2011      | François Guimard | Frédéric Dayon     | Pascal Hué         |
| 2012      | Aurélien Daniel  | Simon Lorant       | Vincent Bienfait   |
| 2013      | Mike Granger     | David Chopin       | Douglas Dewey      |
| 2014      | Piotr Zieliński  | Mathieu Halléguen  | Guillaume Louyest  |
| 2015      | Julien Cordroch  | Enric Lebars       | Kévin Guillot      |
| 2016      | Gaëtan Lemoine   | Antoine Prod'homme | Yann Rault         |
| 2017      | Michael Vink     | Antoine Prod'homme | Clément Bommé      |
| 2018      | Matthieu Jeannès | Maxime Cam         | Yann Guyot         |
| 2019      | Maxime Renault   | Matthieu Jeannès   | Antoine Prod'homme |
| 2020      | annulé           | annulé             | annulé             |
| 2021      | Axel Zingle      | Antoine Devanne    | Kévin Le Cunff     |
| 2022      | Mickaël Guichard | Dylan Kowalski     | Maxime Cam         |
| 2023      | Ilan Larmet      | Jocelyn Baguelin   | Clément Poirier    |
| 2024      | Jonas Geens      | Jocelyn Baguelin   | Ilan Larmet        |
| 2025      | Hugo Millet      | James Hartley      | Damien Bodard      |